# Hypothyris lycaste
Espèce
Hypothyris lycaste est un insecte lépidoptère  de la famille des Nymphalidae, de la sous-famille des Danainae et du genre Hypothyris.

## Dénomination
Hypothyris lycaste a été décrit par Johan Christian Fabricius en 1793 sous le nom initial de Papilio lycaste.

### Sous-espèces
- Hypothyris lycaste lycaste; présent à Panama et en Colombie.
- Hypothyris lycaste antonia (Hewitson, 1869); présent en Équateur.
- Hypothyris lycaste callispila (Bates, 1866); présent au Costa Rica et à Panama.
- Hypothyris lycaste dionaea (Hewitson, 1854); présent au Mexique et au Guatemala.
- Hypothyris lycaste fraterna (Haensch, 1909); présent au Venezuela
- Hypothyris lycaste glabra (Godman, 1899); présent en Colombie
- Hypothyris lycaste limosa Fox, 1971; présent en Colombie
- Hypothyris lycaste limpida (Haensch, 1905); présent en Colombie
- Hypothyris lycaste mergelena (Hewitson, 1855); présent en Colombie
- Hypothyris lycaste ssp; présent à Panama[1].

### Nom vernaculaire
Hypothyris lycaste se nomme Lycaste Tigerwing en anglais.

## Description
Hypothyris lycaste est un papillon à corps fin, aux ailes à apex arrondi et aux ailes antérieures à bord interne concave. Les ailes antérieures sont à base orange et reste de l'aile marron orné de plis ou moins grosses et plus ou moins nombreuses taches crème et d'une ligne submarginale de petites taches blanches.  Les ailes postérieures sont orange avec soirt une barre marron, soit une plage marron à l'apex et une ligne submarginale de points blancs.
Le revers est semblable.

## Biologie

### Plantes hôtes
La plante hôtes de la chenille d' Hypothyris lycaste callispila est Solanum torvum.

## Écologie et distribution
Hypothyris lycaste est présent au Mexique, au Costa Rica, au Guatemala, à Panama, en Colombie, en Équateur et au Venezuela.

### Protection
Pas de statut de protection particulier.